# Аврора (конный центр)
Конный центр «Аврора» — сыктывкарский центр конного спорта, специализирующийся на иппотерапии и развитии конного спорта для инвалидов. Центр был основан в 2003 году.
Услуги центра по оказанию помощи инвалидам оказываются бесплатно, либо с помощью обмена услуг с родителями и детским интернатом инвалидов (интернаты поставляют центру овощи, сено для лошадей, а также старые вещи для ухода за животными). Доход центр получает от продажи лошадей и сдачи в прокат пони и лошадей здоровым людям летом.
Одной из проблем центра является отсутствие манежа, вследствие чего центр проигрывает платным конкурентам, а также слишком большое количество инвалидов при нехватке денежных средств.
На начало 2013 года в центре было 13 лошадей, 7 пони, а также верблюд и осёл. К августу 2013 года в центре было уже 33 лошади, пять пони, три оленя и три верблюда (кроме детёнышей).
На 2013 год в организации лечилось 30—50 инвалидов различного возраста.

## История
Центр был основан в 2003 году на основе домашнего хозяйства Натальи Денисовой.
На 2013 год организация провела два соревнования по конному спорту среди инвалидов и травмами ног и интеллекта (в первом состязании участвовало 6, а во втором 17 инвалидов). Первое состязание прошло в 2008 году. Также два раза участники центра принимали участие в московских состязаниях инвалидов, где представители центра четырежды заняли второе и дважды третье место. В проходившем в Костроме Первенстве России по конному спорту 2008 года Наталья Денисова заняла первое место.
В августе 2013 центр принял участие в Сыктывкарском городском состязании по конному спорту.

## Критика
В 2012 году Полина Моковозова в интервью информационному порталу «Красное знамя» заявила, что в конном центре «Аврора» лошадей держат в плохих условиях, в частности, держат две лошади в одном деннике.